# Jasov
Jasov (allemand : Jossau), est un village de Slovaquie situé dans la région de Košice.

## Géographie

### Localisation
Le village de Jasov se situe dans le district de Košice-okolie, qui signifie littéralement Košice-environs, un district de la région de Košice dans le sud-est de la Slovaquie.

### Communes limitrophes
| Vyšný Medzev | Gelnica  | Poproč |
| Slanská Huta | Brezina. | Rudník |
|              | Debraď   |        |

## Histoire
Première mention écrite du village en 1234.
La localité fut annexée par la Hongrie après le premier arbitrage de Vienne le 2 novembre 1938. En 1938, on comptait 1 960 habitants dont 63 d'origines juives. Elle faisait partie du district de Cserhát-Encs (hongrois : Cserhát-encsi járás). Le nom de la localité avant la Seconde Guerre mondiale était Jasov/Jászó. Durant la période 1938 - 1945, le nom hongrois Jászó était d'usage À la libération, la commune a été réintégrée dans la Tchécoslovaquie reconstituée.
Le hameau de Jasovský Podzámok était une commune autonome en 1938. Il comptait 301 habitants en 1938 dont 6 juifs. Elle faisait partie du district de Cserhát-Encs (hongrois : Cserhát-encsi járás). Le nom de la localité avant la Seconde Guerre mondiale était Jasovský Podzámok/Jászó-Váralja. Durant la période 1938 -1945, le nom hongrois Jászóváralja était d'usage.

## Démographie

### Évolution de la population
| Année:               | 1994. | 2004.    | 2014.    | 2024.   |
| -------------------- | ----- | -------- | -------- | ------- |
| Nombre de personnes: | 2436  | 2832     | 3500     | 3740    |
| Différence:          |       | +16,25 % | +23,58 % | +6,85 % |

| Année:               | 2023. | 2024.   |
| -------------------- | ----- | ------- |
| Nombre de personnes: | 3675  | 3740    |
| Différence:          |       | +1,76 % |

## Patrimoine
- Abbaye Saint-Jean-Baptiste de Jasov (hongrois: Jaszó), fondée en 1255, aujourd'hui la seule abbaye de l'ordre des Prémontrés en Slovaquie : monastère prémontré de Jasov (cs)

## Transport
Jasov possède une gare sur la ligne de chemin de fer 168.

## Galerie

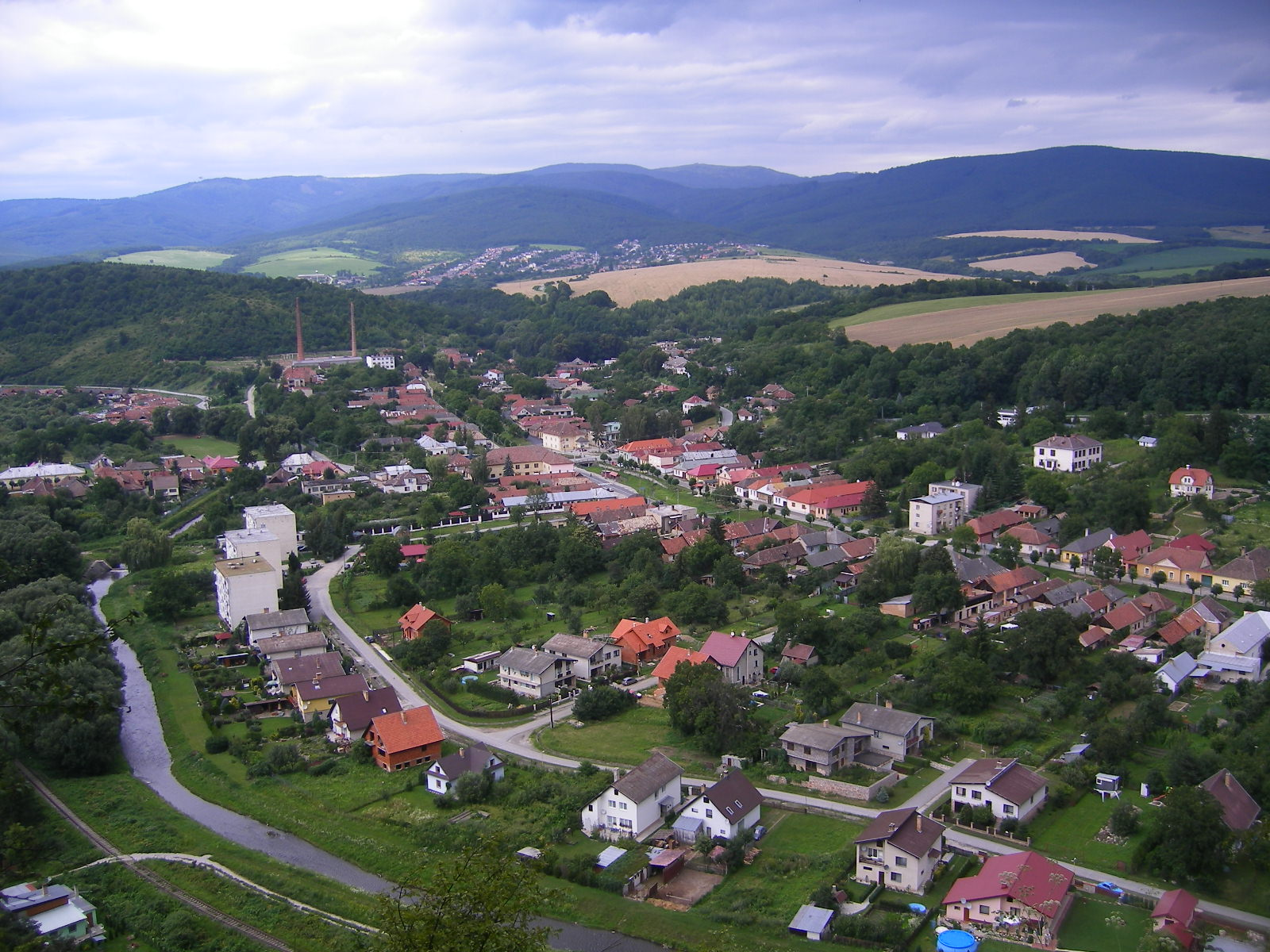
Panorama
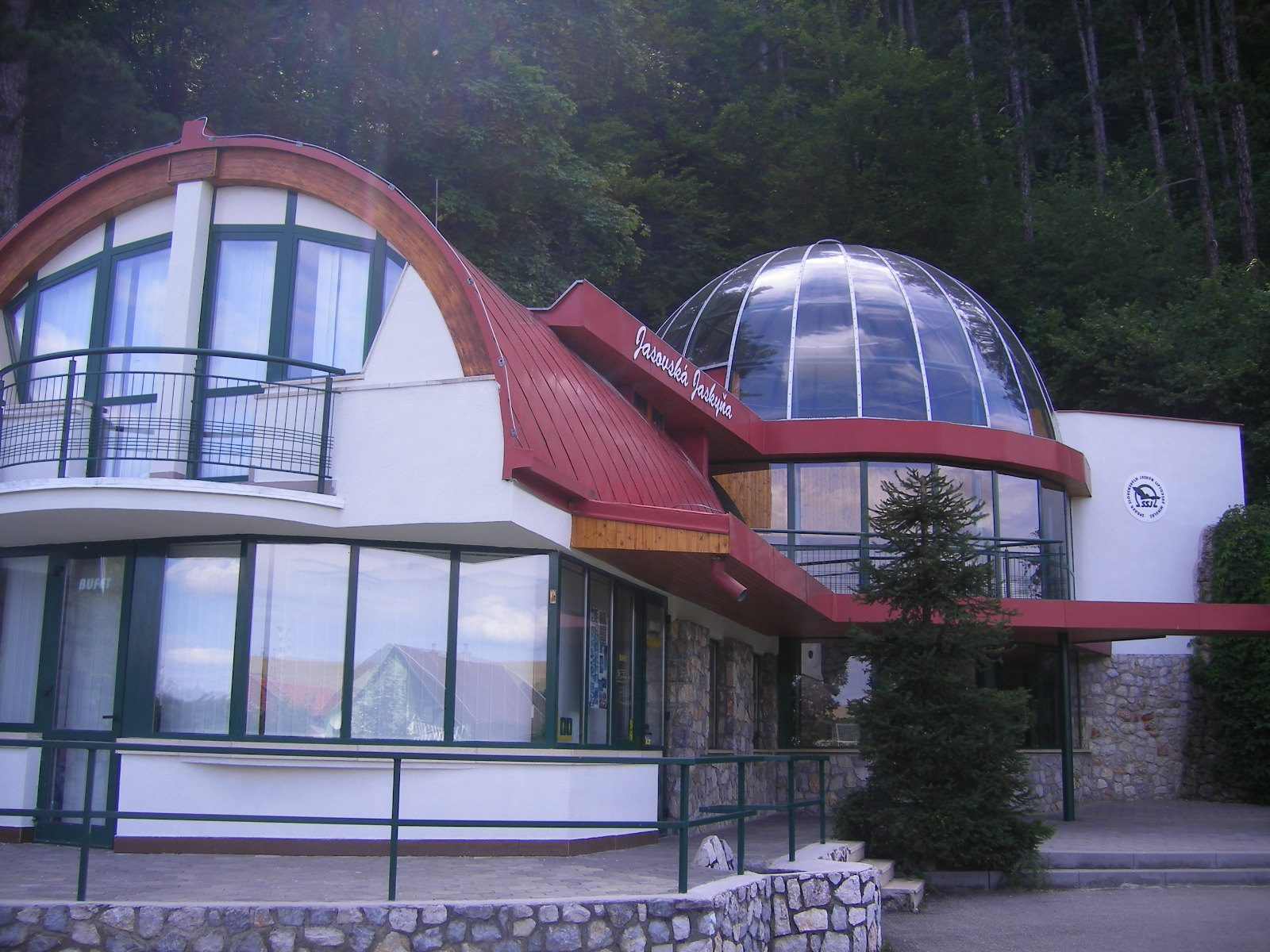
Entrée de la grotte
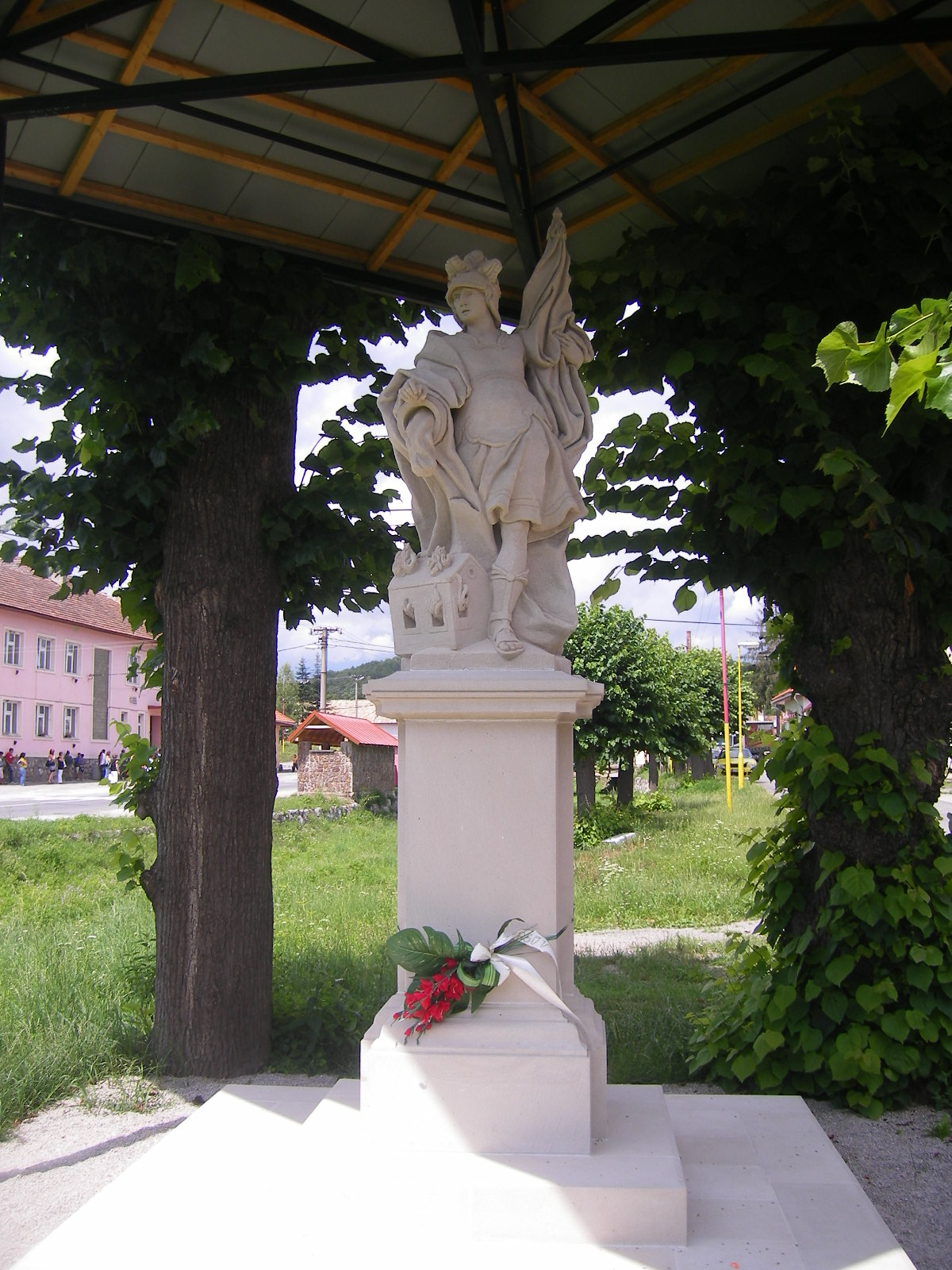
Statue de saint Florian
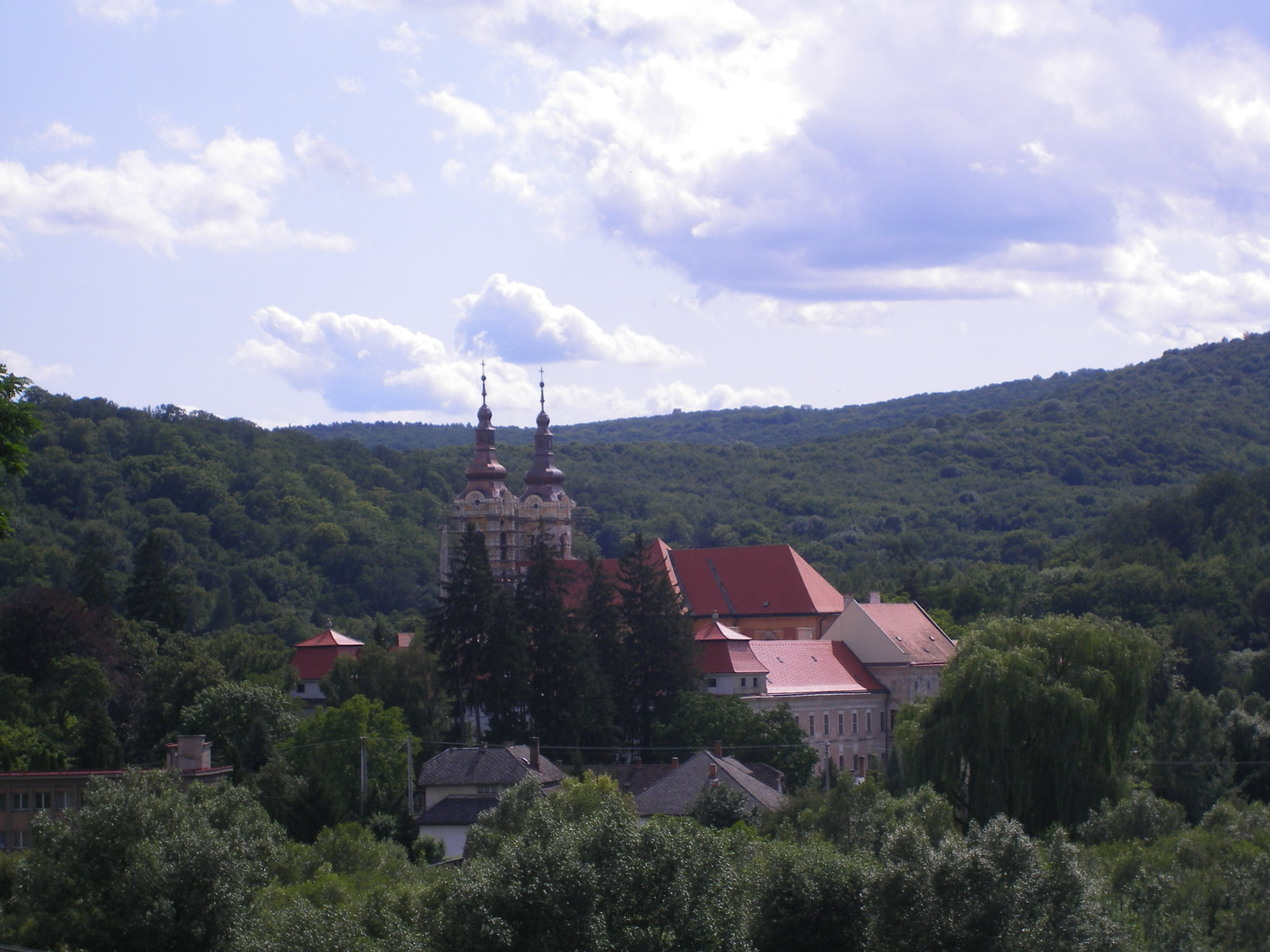
Abbaye Saint-Jean-Baptiste, tenue par les Prémontrés
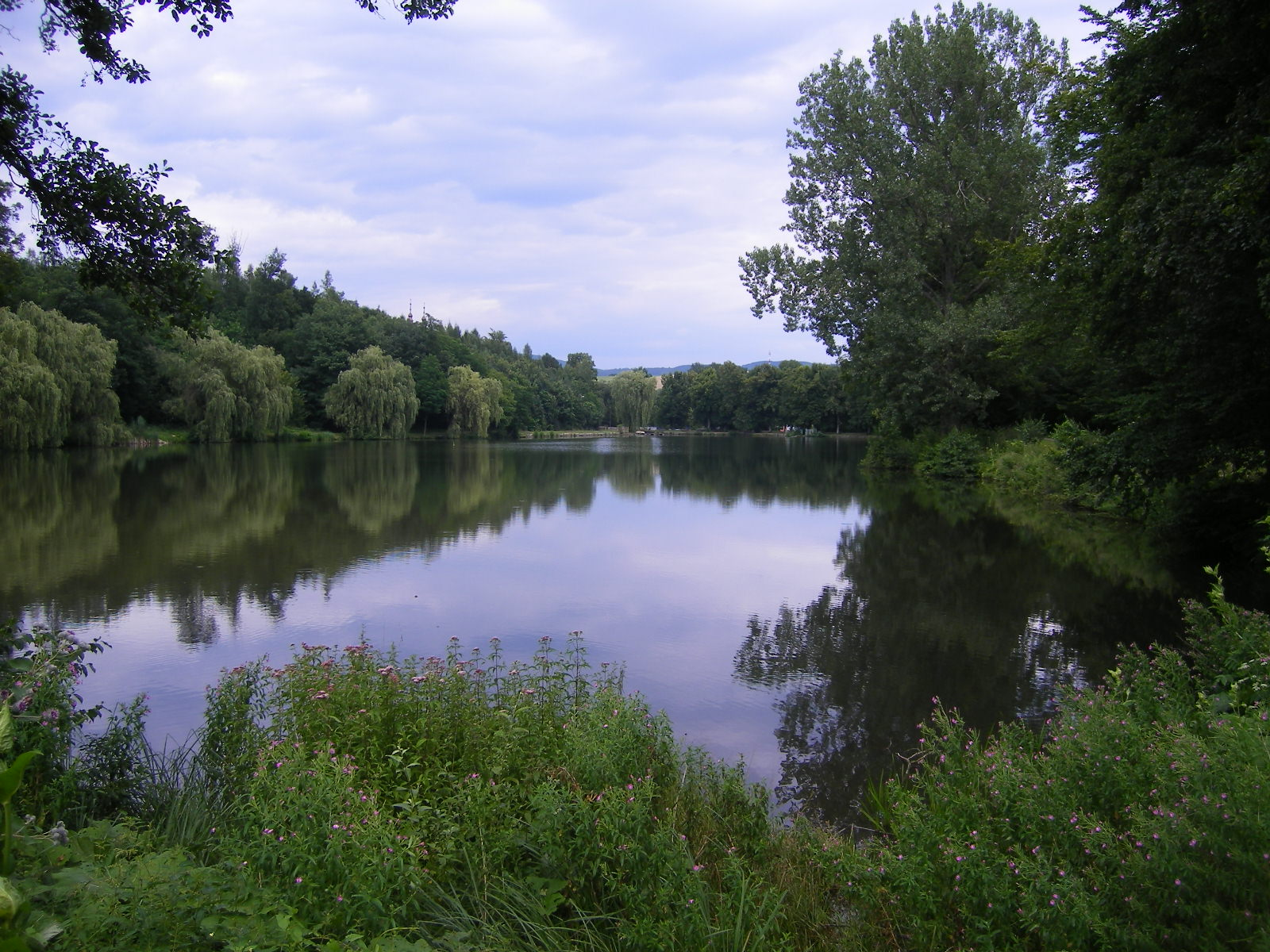
2
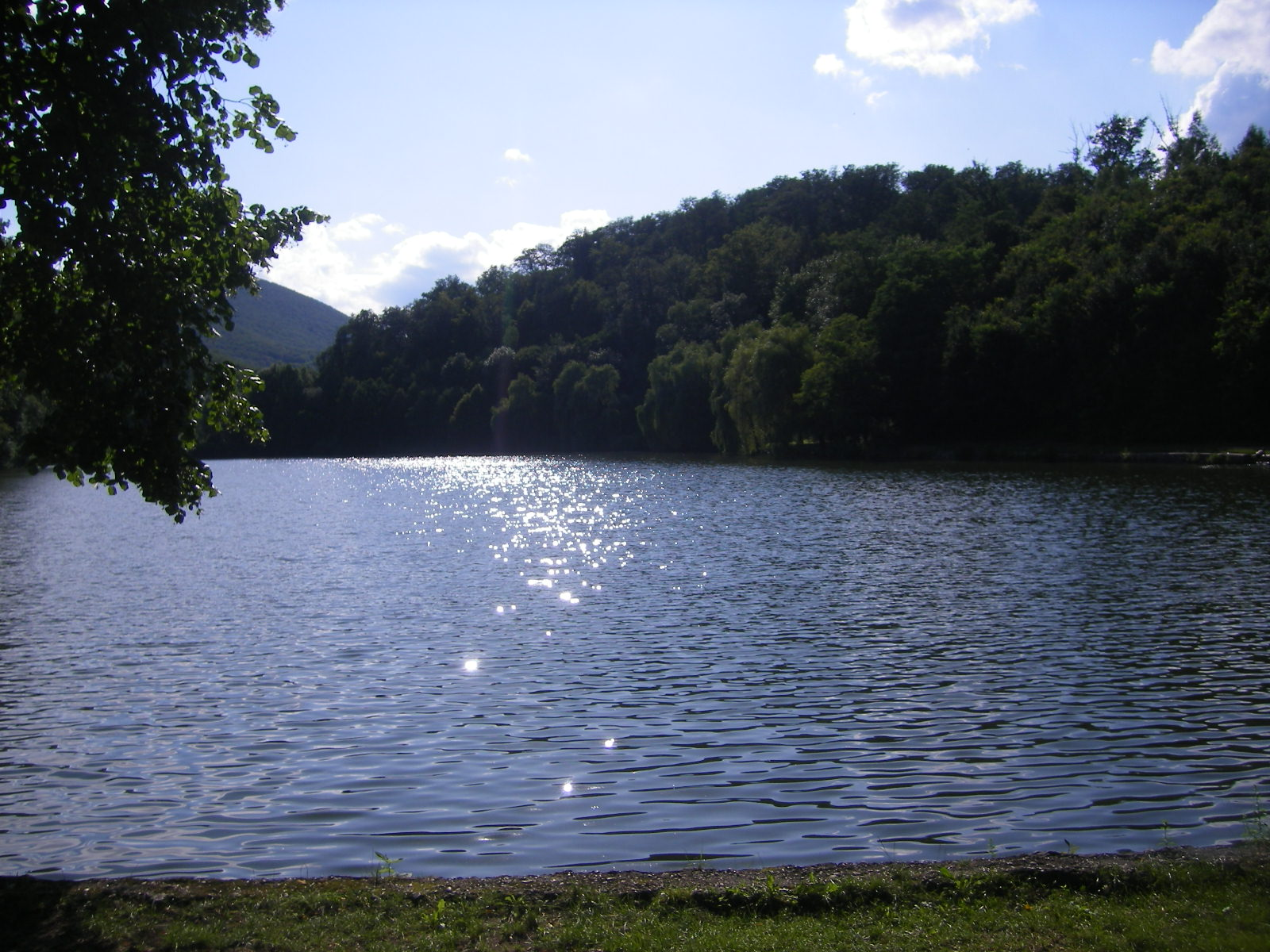
3
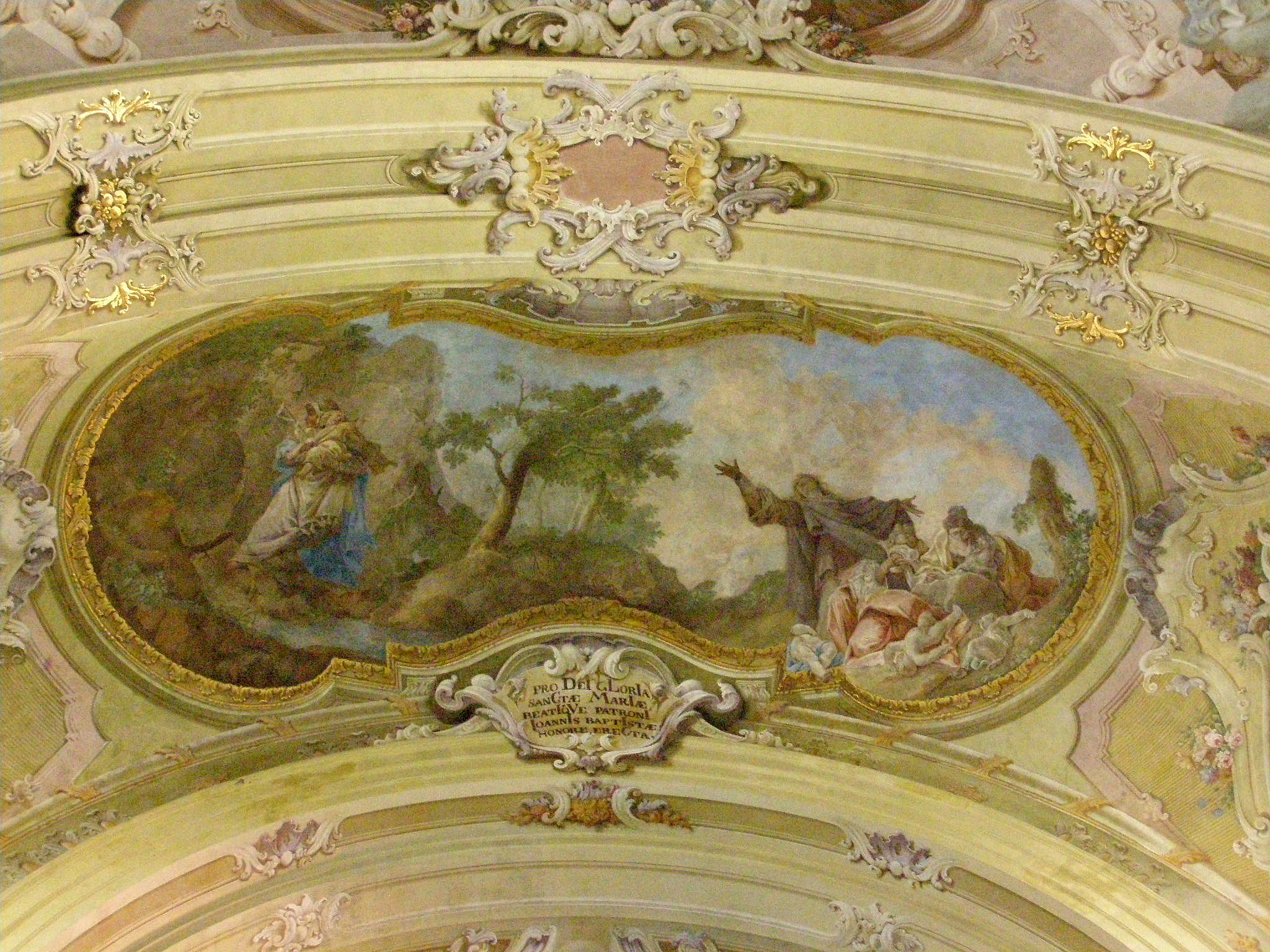
Fresques de l'église des Prémontrés
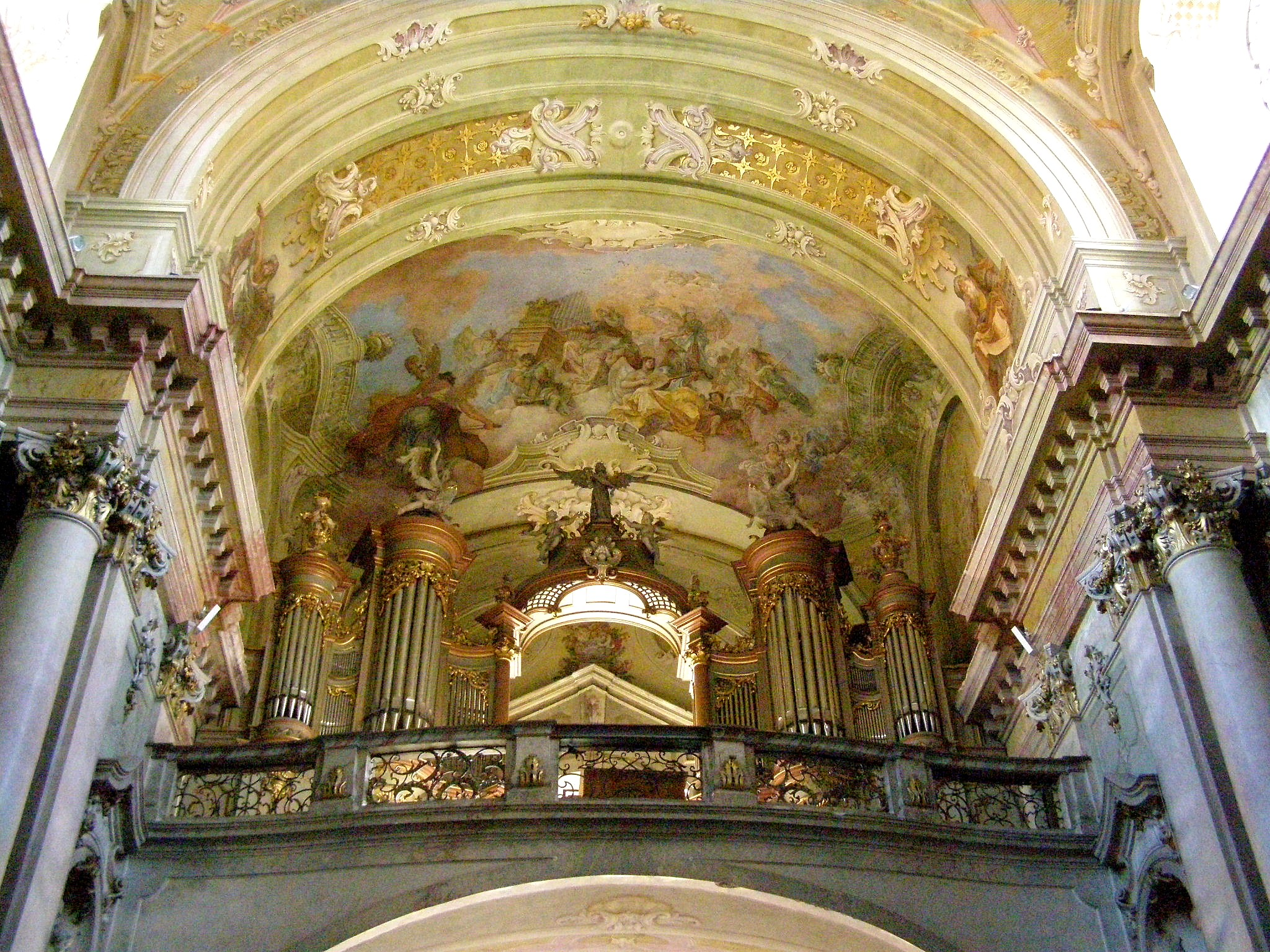
Voûtes et orgue de tribune de l'église des Prémontrés